# Kongresshalle
För byggnaden med samma namn i Nürnberg, se Reichsparteitagsgelände.

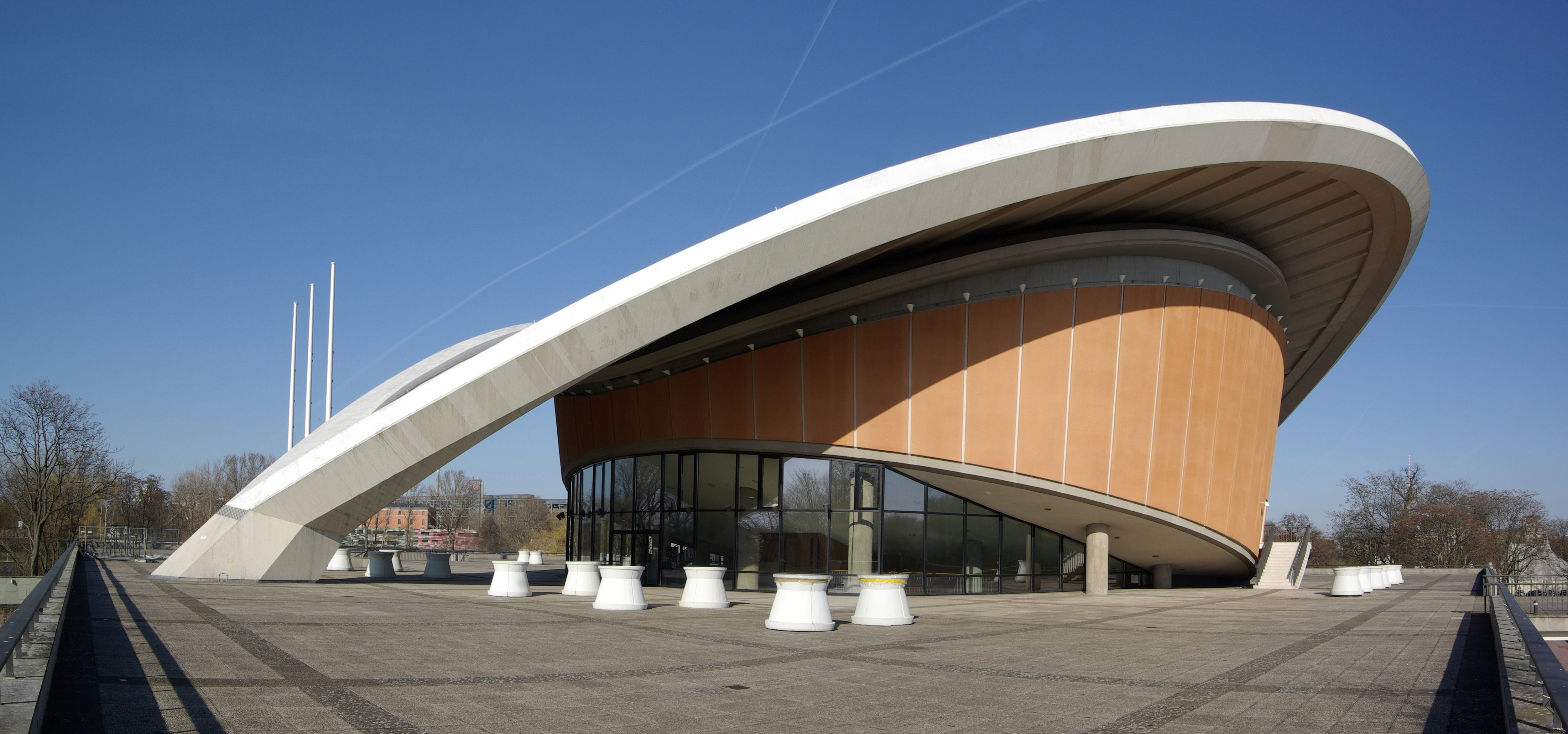
Kongresshalle.

Kongresshalle är en byggnad i Großer Tiergarten i Berlin. I folkmun kallas Kongresshalle Schwangere Auster (det gravida ostronet). Sedan 1989 är Kongresshalle säte för Haus der Kulturen der Welt.
Kongresshalle byggdes 1956-1957 som USA:s bidrag till arkitektutställningen Interbau och skänktes till Berlin. Arkitekt var Hugh Stubbins.
1980 störtade takkonstruktionen in under en konferens och en SFB-redaktör dödades. Byggfel konstaterades. 1987 återuppbyggdes Kongresshalle.